# 244e division d'infanterie
La  244e division d'infanterie (en allemand : 244. Infanterie-Division ou 244. ID) est une des divisions d'infanterie de l'armée allemande (Wehrmacht) durant la Seconde Guerre mondiale.

## Historique
La 244. Infanterie-Division est formée le 8 septembre 1943 par la redésignation de la Division E qui était en cours de formation à partir de convalescents de la 340. Infanterie-Division. Les unités de service et logistique viennent de la 39. Infanterie-Division dissoute.
Elle est envoyée en France dans le secteur de Marseille. À la suite du débarquement des alliés du 15 août 1944, la division reçoit l'ordre de tenir Marseille où elle est en grande partie détruite en août 1944 lors de la libération de la ville.
Elle est officiellement dissoute le 7 octobre 1944.

## Organisation

### Commandants
| Date                               | Grade           | Commandant     |
| ---------------------------------- | --------------- | -------------- |
| 1er septembre 1943 - 14 avril 1944 | Generalleutnant | Martin Gilbert |
| 14 avril 1944 - 28 août 1944       | Generalleutnant | Hans Schäfer   |

### Officiers d'opérations (Generalstabsoffiziere (Ia))
| Date                         | Grade               | Commandant             |
| ---------------------------- | ------------------- | ---------------------- |
| août 1943 - janvier 1944     | Oberstleutnant i.G. | Johannes Bretschneider |
| 1er février 1944 - août 1944 | Major i.G.          | Walter Merz            |

## Théâtres d'opérations
- Belgique et France : septembre 1943 - août 1944

## Ordres de bataille
- Grenadier-Regiment 932 (Ost-Bataillon 666 incorporé comme IV. Bataillon le 19 avril 1944)
- Grenadier-Regiment 933
- Grenadier-Regiment 934 (Ost-Bataillon 681 incorporé comme IV. Bataillon le 19 avril 1944)
- Artillerie-Regiment 244
- Pionier-Bataillon 244
- Feldersatz-Bataillon 244
- Divisions-Nachrichten-Abteilung 244
- Divisions-Nachschubführer 244